# Cyrto-hypnum versicolor
Cyrto-hypnum versicolor là một loài rêu trong họ Thuidiaceae. Loài này được (Hornsch. ex Müll. Hal.) W.R. Buck & H.A. Crum mô tả khoa học đầu tiên năm 1990.